# Indicatif régional 360

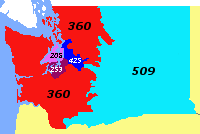
Carte de l'État de Washington avec les territoires de ses indicatifs régionaux. L'indicatif régional 360 est en rouge.

L'indicatif régional 360 est l'un des indicatifs téléphoniques régionaux de l'État de Washington aux États-Unis. Cet indicatif dessert l'Ouest de l'État à l'exception de la région métropolitaine de Seattle.
La carte ci-contre indique en rouge le territoire couvert par l'indicatif 360.
L'indicatif régional 360 fait partie du Plan de numérotation nord-américain.

## Principales villes desservies par l'indicatif
- Aberdeen
- Arlington
- Bellingham
- Bremerton
- Burlington
- Camas
- Centralia
- Enumclaw
- Ferndale
- Kelso
- Longview
- Marysville
- Mount Vernon
- Oak Harbor
- Olympia
- Point Roberts
- Port Angeles
- Port Orchard
- Port Townsend
- Poulsbo
- Shelton
- Silverdale
- Snohomish
- Stanwood
- Vancouver
- Washougal
- Île Whidbey

## Source
- (en) Cet article est partiellement ou en totalité issu de l’article de Wikipédia en anglais intitulé « Area code 360 » (voir la liste des auteurs).